# هينريتش باند
هينريتش باند (بالألمانية: Heinrich Band)‏ هو معلم موسيقى ألماني، ولد في 4 أبريل 1821 في كريفلد في ألمانيا، وتوفي بنفس المكان في 2 ديسمبر 1860.

## وصلات خارجية
- هينريتش باند على موقع ميوزك برينز (الإنجليزية)